# The Family Closet
The Family Closet er en amerikansk stumfilm fra 1921 af John B. O'Brien.

## Medvirkende
- Holmes Herbert som Alfred Dinsmore
- Alice Mann som Louise Dinsmore
- Kempton Greene som Ned Tully
- Byron Russell som J. Wesley Tully
- Josephine Frost som Mrs. Tully
- Walter Ware som Charles Purcell
- John Webb Dillion som Denis J. McMurty
- Verne Layton som Lowell Winthrope